# Metabraxas rufonotaria
Metabraxas rufonotaria là một loài bướm đêm trong họ Geometridae.